# 推古時代
推古時代（すいこじだい）は、日本史において飛鳥時代のうち特に推古天皇の時代を示す言葉。具体的には592年から628年の約36年である。

## 時代の風潮
聖徳太子が皇太子・摂政となり、蘇我馬子と共に数多くの事業を行なった。聖徳太子が仏教の興隆に尽くし、法隆寺などが建立されたほか、仏像の彫刻が行われ美術工芸など日本の古代の文化が飛躍的に発展した。
政治の面では、冠位十二階の制定、十七条憲法の発布など律令国家へとなった。